# Rosey (Haute-Saône)
Rosey település Franciaországban, Haute-Saône megyében. Lakosainak száma 255 fő (2022. január 1.). Rosey Baignes, Mailley-et-Chazelot, Neuvelle-lès-la-Charité és Raze községekkel határos.

## Népesség
A település népessége az elmúlt években az alábbi módon változott:
| Lakosok száma | 268  | 273  | 279  | 268  | 261  | 254  | 255  | 254  | 255  |
|               | 2013 | 2015 | 2016 | 2017 | 2018 | 2019 | 2020 | 2021 | 2022 |